# Mycena pura

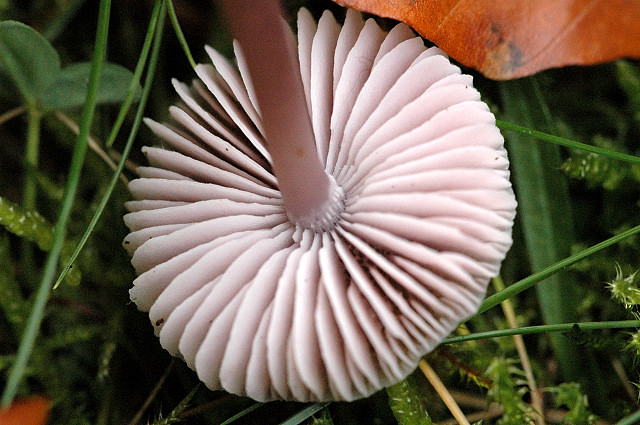
Exemplar fotografiat a Commanster (Bèlgica).

Mycena pura és una espècie de bolet tòxic pertanyent a l'ordre dels agaricals.

## Descripció
- El barret fa 1,5-5 cm de diàmetre, de coloració molt variable, en general amb tonalitats violàcies, però també rosades o blanquinoses; marge amb evidents estries translúcides.
- Làmines blanquinoses o amb alguns dels colors del barret, distants, gruixudes, estretament adnates.
- Peu generalment del mateix color que el barret, llis i glabre.
- Olor i sabor rafanoide o de patata crua.
- L'esporada és de color blanc, amiloide.
- Espores el·lipsoïdals, les quals fan 6-8 x 3-4 micròmetres.[5][6][7][8][9]

## Hàbitat
Boscos de coníferes i planifolis, sobre el sòl. És freqüent i fructifica entre el juliol i l'octubre.

## Distribució geogràfica
Es troba a Europa i Nord-amèrica.

## Confusions amb altres espècies
Actualment, Mycena pura està dividida en diverses espècies: Mycena rosea és una forma gran i de color rosa, la qual es troba als boscos de planifolis. Mycena diosma fa olor de flors. Mycena pearsoniana és més petita, té làmines lleugerament decurrents i l'esporada no és amiloide. Un bolet molt interessant i força rar és Mycena pelianthina, el qual es diferencia clarament de les espècies del grup pura pel color bru negrós de les arestes de les làmines a causa de la presència de queilocistidis d'aquest color.

## Efecte tòxic
El seu consum provoca emmetzinaments psicotròpics i trastorns digestius, psíquics i nerviosos. També és conegut per bioacumular bor. A més, Mycena rosea conté muscarina.

## Galeria

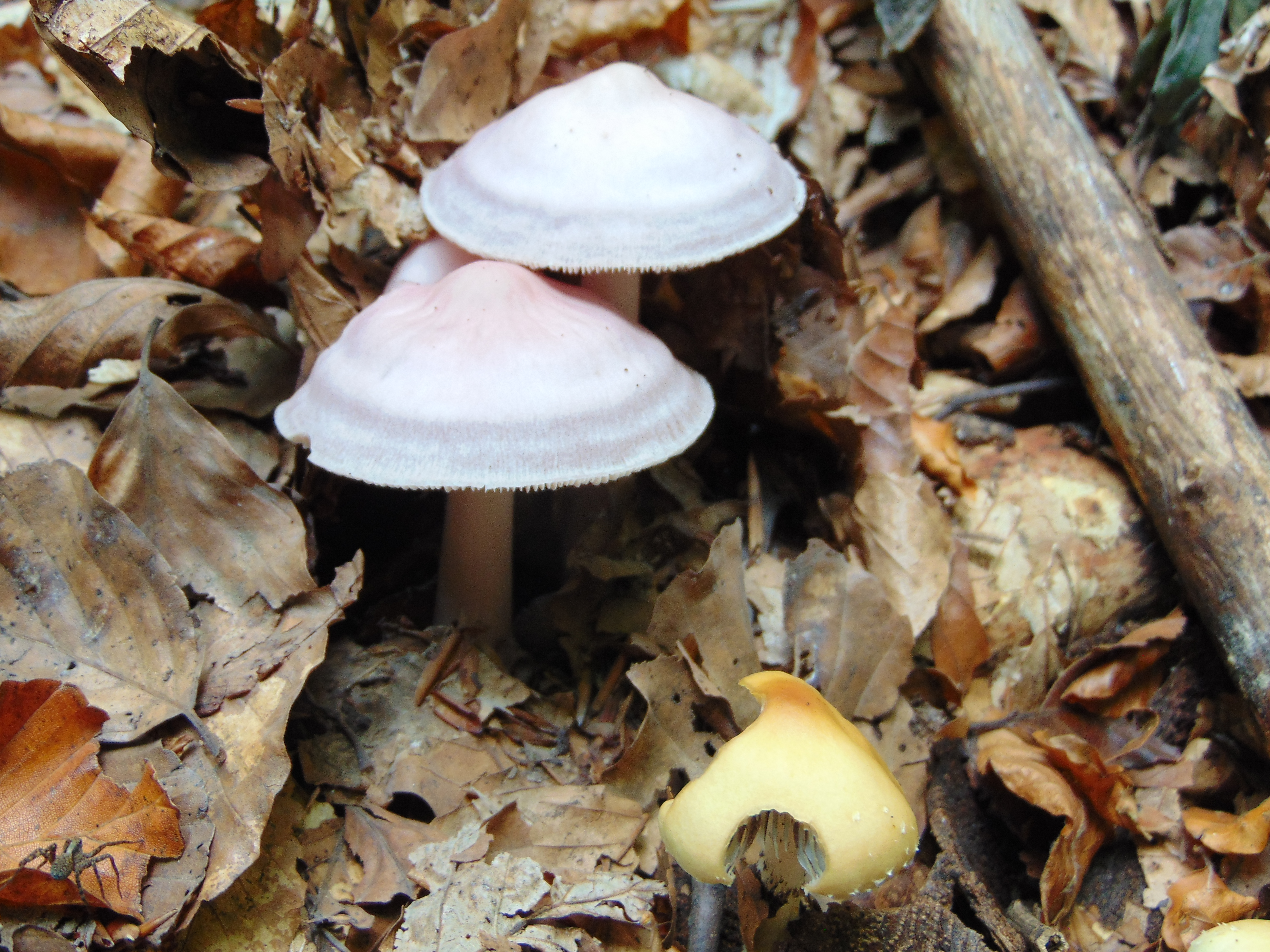
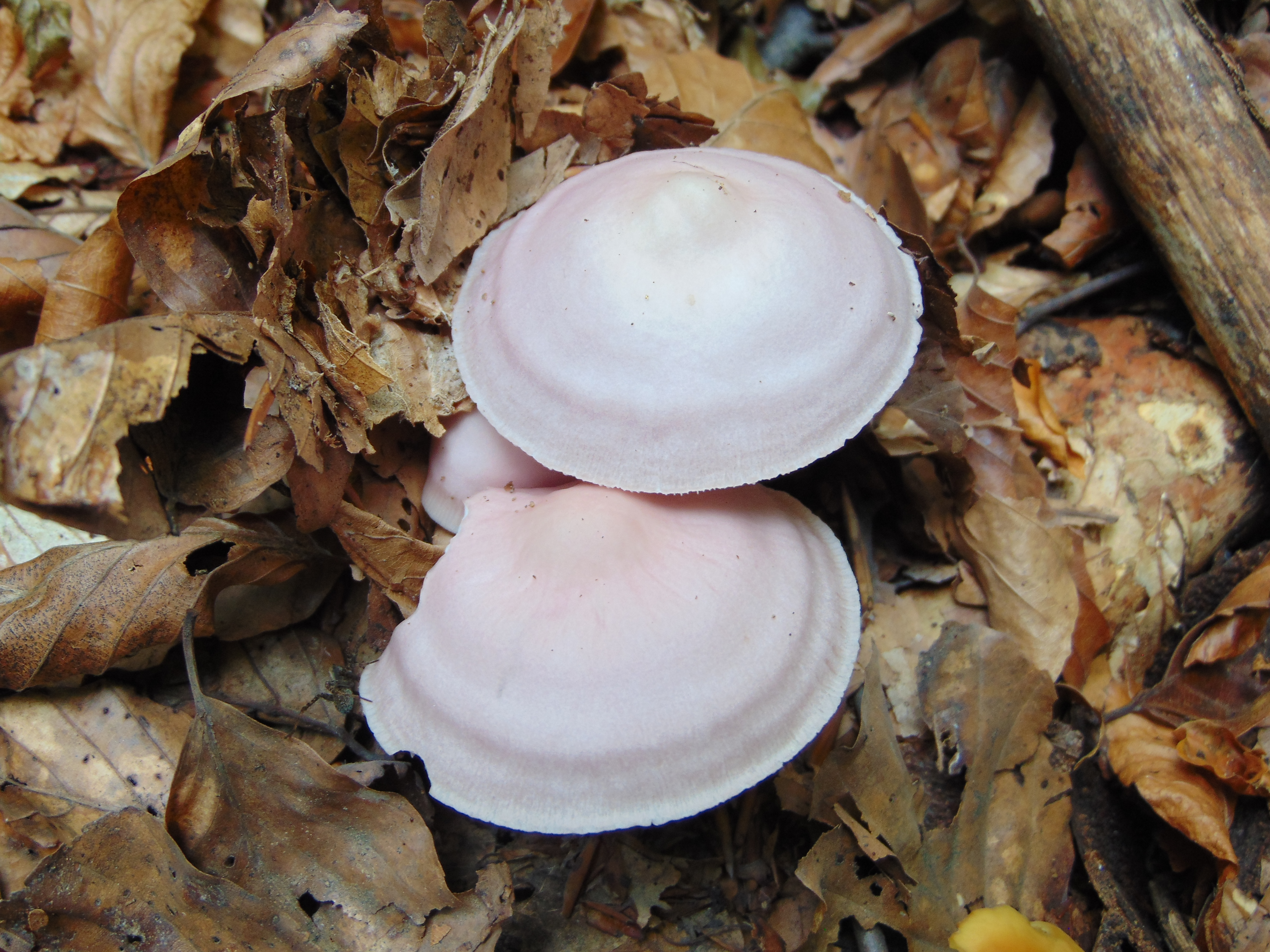
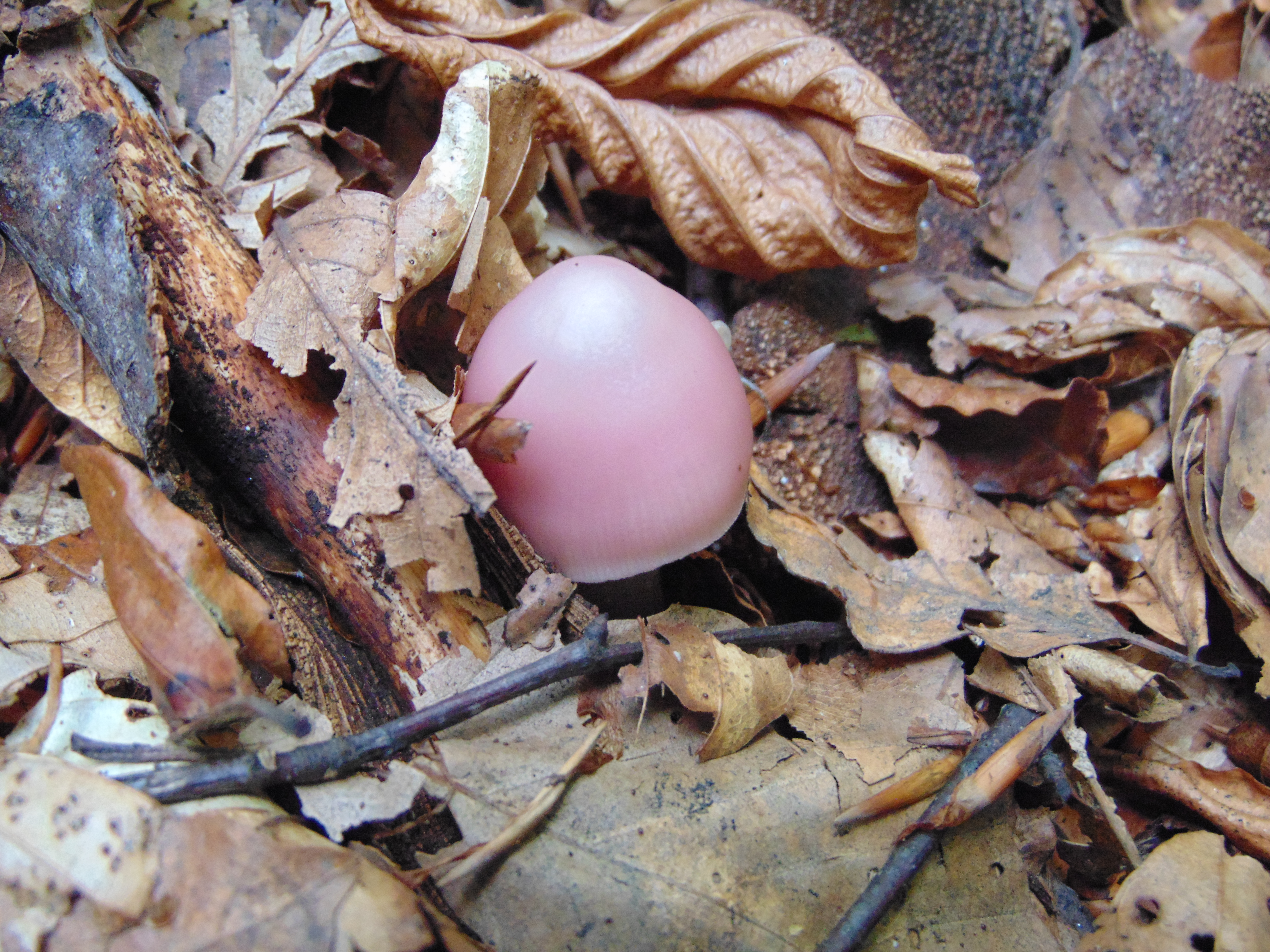
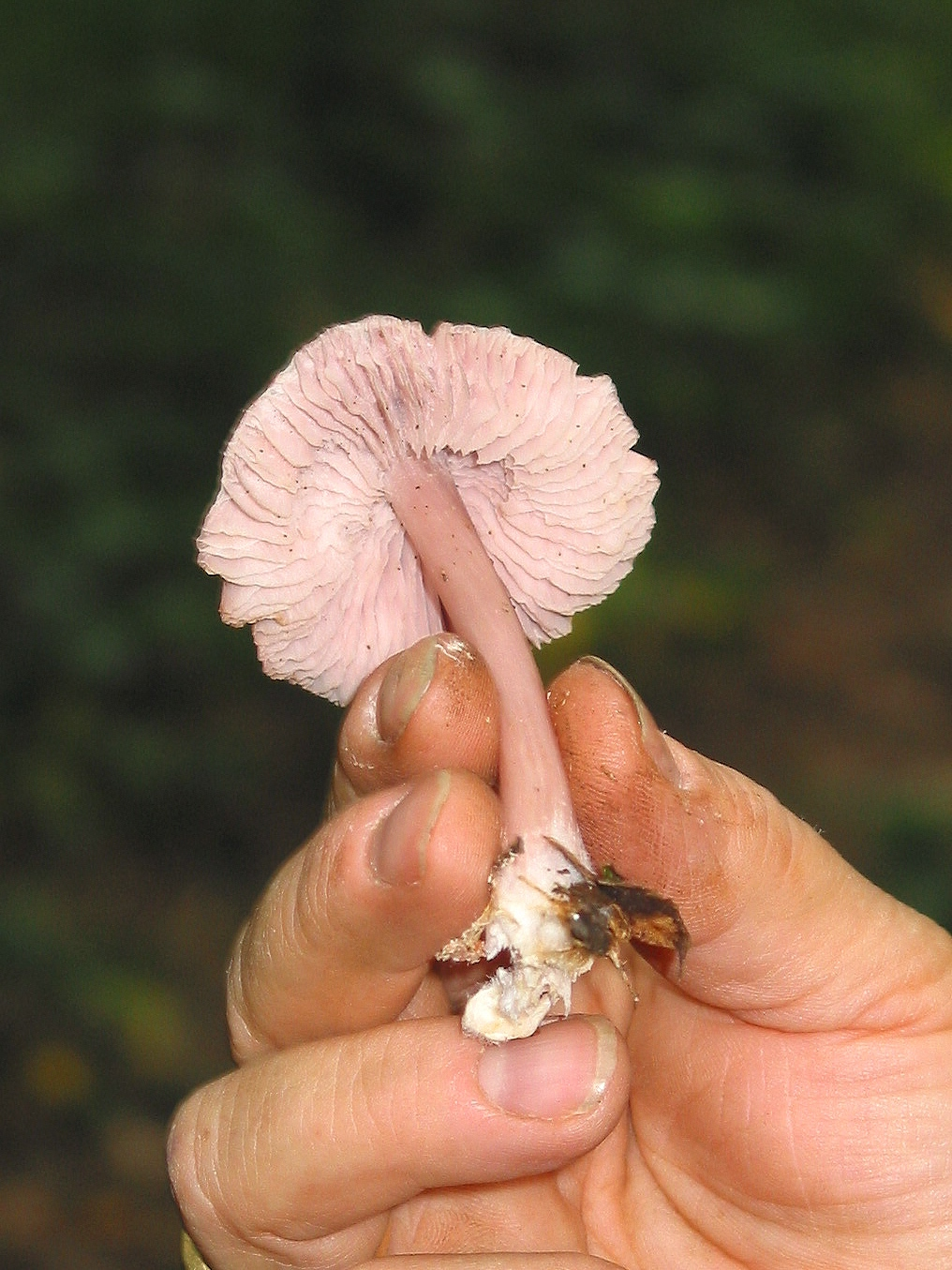
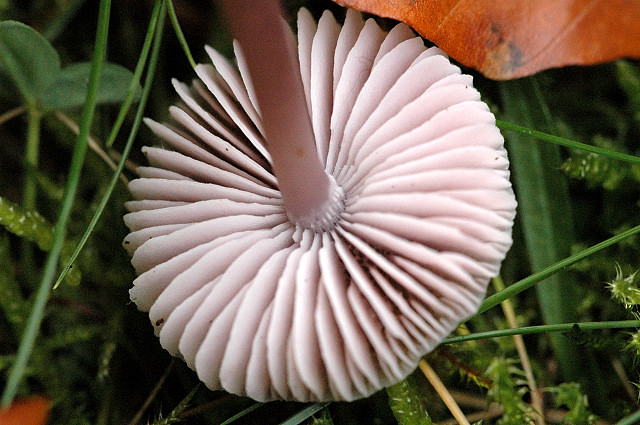